# Xã McFall, Quận Arkansas, Arkansas
Xã McFall (tiếng Anh: McFall Township) là một xã thuộc quận Arkansas, tiểu bang Arkansas, Hoa Kỳ. Năm 2010, dân số của xã này là 102 người.